# David Djigla
David Djigla (Avakpa, 23 de agosto de 1995) es un futbolista beninés que juega en la demarcación de delantero para el Chamois Niortais F. C. de la Ligue 2.

## Selección nacional
Hizo su debut con la selección de fútbol de Benín el 26 de mayo de 2012 en un partido amistoso contra Burkina Faso que finalizó con un resultado de empate a dos tras un doblete de Prejuce Nakoulma para Burkina Faso, y de Mickaël Poté y del propio Djigla para Benín. Además llegó a disputar la Copa Africana de Naciones 2019.

### Goles internacionales
| # | Fecha                  | Estadio                                                      | Oponente          | Gol | Resultado | Competición                                             |
| - | ---------------------- | ------------------------------------------------------------ | ----------------- | --- | --------- | ------------------------------------------------------- |
| 1 | 26 de mayo de 2012     | Estadio del 4 de Agosto, Uagadugú, Burkina Faso              | Burkina Faso      | 1-1 | 2–2       | Amistoso                                                |
| 2 | 12 de junio de 2016    | Stade de l'Amitié, Cotonú, Benín                             | Guinea Ecuatorial | 2–1 | 2-1       | Clasificación para la Copa Africana de Naciones de 2017 |
| 3 | 8 de noviembre de 2017 | Stade Municipal de Kintélé, Brazzaville, República del Congo | Congo             | 1-1 | 1–1       | Amistoso                                                |
| 4 | 24 de marzo de 2019    | Stade de l'Amitié, Cotonú, Benín                             | Togo              | 1–0 | 2–1       | Clasificación para la Copa Africana de Naciones de 2019 |

## Clubes
| Club                       | País    | Año   | Partidos | Goles |
| -------------------------- | ------- | ----- | -------- | ----- |
| F. C. Girondins de Burdeos | Francia | 2015  | 1        | 0     |
| Chamois Niortais F. C.     | Francia | 2015- | 135      | 10    |